# League of Ireland 1998/99
Die League of Ireland 1998/99 war die 78. Spielzeit der höchsten irischen Fußballliga. Sie begann am 28. August 1998 und endete am 2. Mai 1999. Titelverteidiger St Patrick’s Athletic gewann zum siebten Mal die Meisterschaft.

## Modus
Die zwölf Mannschaften spielten jeweils dreimal gegeneinander. Jedes Team absolvierte dabei 33 Saisonspiele. Die beiden letzten Vereine stiegen direkt in die First Division ab, der Drittletzte musste in die Relegation.

## Abschlusstabelle
| Pl. | Verein                        | Sp. | S  | U  | N  | Tore    | Diff. | Punkte |
| --- | ----------------------------- | --- | -- | -- | -- | ------- | ----- | ------ |
| 1.  | St Patrick’s Athletic (M)     | 33  | 22 | 7  | 4  | 058:210 | +37   | 73     |
| 2.  | Cork City (P)                 | 33  | 21 | 7  | 5  | 062:250 | +37   | 70     |
| 3.  | Shelbourne FC                 | 33  | 13 | 8  | 12 | 037:350 | +2    | 47     |
| 4.  | Finn Harps                    | 33  | 12 | 10 | 11 | 039:400 | −1    | 46     |
| 5.  | Derry City                    | 33  | 12 | 9  | 12 | 034:320 | +2    | 45     |
| 6.  | University College Dublin AFC | 33  | 10 | 12 | 11 | 031:320 | −1    | 42     |
| 7.  | Waterford United (N)          | 33  | 11 | 9  | 13 | 021:370 | −16   | 42     |
| 8.  | Shamrock Rovers               | 33  | 9  | 13 | 11 | 034:400 | −6    | 40     |
| 9.  | Sligo Rovers                  | 33  | 9  | 11 | 13 | 037:500 | −13   | 38     |
| 10. | Bohemians Dublin              | 33  | 10 | 7  | 16 | 028:370 | −9    | 37     |
| 11. | Bray Wanderers (N)            | 33  | 8  | 8  | 17 | 030:450 | −15   | 32     |
| 12. | Dundalk FC                    | 33  | 6  | 9  | 18 | 023:400 | −17   | 27     |

Platzierungskriterien: 1. Punkte – 2. Tordifferenz – 3. geschossene Tore

| (M) | Amtierender irischer Meister         |
| (P) | Amtierender irischer Pokalsieger     |
| (N) | Neuaufsteiger aus der First Division |

## Kreuztabelle
| Hinrunde (Runden 1–22) | Hinrunde (Runden 1–22) | Hinrunde (Runden 1–22) | Hinrunde (Runden 1–22) | Hinrunde (Runden 1–22) | Hinrunde (Runden 1–22)        | Hinrunde (Runden 1–22) | Hinrunde (Runden 1–22) | Hinrunde (Runden 1–22) | Hinrunde (Runden 1–22) | Hinrunde (Runden 1–22) | Hinrunde (Runden 1–22) | 1998/99                       | Rückrunde (Runden 23–33) | Rückrunde (Runden 23–33) | Rückrunde (Runden 23–33) | Rückrunde (Runden 23–33) | Rückrunde (Runden 23–33) | Rückrunde (Runden 23–33)      | Rückrunde (Runden 23–33) | Rückrunde (Runden 23–33) | Rückrunde (Runden 23–33) | Rückrunde (Runden 23–33) | Rückrunde (Runden 23–33) | Rückrunde (Runden 23–33) |
| ---------------------- | ---------------------- | ---------------------- | ---------------------- | ---------------------- | ----------------------------- | ---------------------- | ---------------------- | ---------------------- | ---------------------- | ---------------------- | ---------------------- | ----------------------------- | ------------------------ | ------------------------ | ------------------------ | ------------------------ | ------------------------ | ----------------------------- | ------------------------ | ------------------------ | ------------------------ | ------------------------ | ------------------------ | ------------------------ |
| St Patrick’s Athletic  | Cork City              | Shelbourne FC          | Finn Harps             | Derry City             | University College Dublin AFC | Waterford United       | Shamrock Rovers        | Sligo Rovers           | Bohemians Dublin       | Bray Wanderers         | Dundalk FC             | Verein                        | St Patrick’s Athletic    | Cork City                | Shelbourne FC            | Finn Harps               | Derry City               | University College Dublin AFC | Waterford United         | Shamrock Rovers          | Sligo Rovers             | Bohemians Dublin         | Bray Wanderers           | Dundalk FC               |
|                        | 1:0                    | 2:1                    | 2:2                    | 1:0                    | 0:0                           | 2:0                    | 3:0                    | 4:0                    | 1:3                    | 1:0                    | 1:0                    | St Patrick’s Athletic         |                          | 2:0                      | –                        | –                        | –                        | 1:0                           | –                        | –                        | 4:1                      | 3:0                      | 3:0                      | 3:1                      |
| 1:2                    |                        | 2:1                    | 2:0                    | 0:1                    | 1:2                           | 0:0                    | 3:0                    | 1:0                    | 0:0                    | 3:0                    | 2:0                    | Cork City                     | –                        |                          | 2:1                      | 2:1                      | 2:1                      | –                             | 5:0                      | 3:1                      | –                        | –                        | –                        | 4:1                      |
| 0:1                    | 3:3                    |                        | 0:0                    | 2:0                    | 1:1                           | 0:2                    | 1:0                    | 1:0                    | 1:2                    | 1:0                    | 1:2                    | Shelbourne FC                 | 1:1                      | –                        |                          | 2:0                      | –                        | –                             | 1:0                      | 2:2                      | 1:1                      | 2:1                      | –                        | –                        |
| 0:3                    | 1:1                    | 3:2                    |                        | 2:2                    | 0:0                           | 1:2                    | 2:1                    | 1:1                    | 1:0                    | 0:3                    | 0:0                    | Finn Harps                    | 2:1                      | –                        | –                        |                          | –                        | 1:0                           | 2:0                      | 4:1                      | –                        | –                        | 6:2                      | 1:0                      |
| 0:0                    | 1:1                    | 0:1                    | 1:0                    |                        | 2:0                           | 1:0                    | 1:1                    | 2:0                    | 0:1                    | 1:1                    | 0:1                    | Derry City                    | 0:1                      | –                        | 1:0                      | 2:1                      |                          | –                             | –                        | –                        | –                        | 0:2                      | 5:1                      | –                        |
| 2:2                    | 0:1                    | 0:1                    | 3:0                    | 2:1                    |                               | 1:1                    | 0:2                    | 0:0                    | 2:0                    | 1:3                    | 0:0                    | University College Dublin AFC | –                        | 2:2                      | 1:1                      | –                        | 2:2                      |                               | –                        | –                        | 2:0                      | 2:0                      | 3:1                      | –                        |
| 0:0                    | 0:2                    | 0:0                    | 0:3                    | 1:0                    | 1:0                           |                        | 1:0                    | 1:1                    | 0:0                    | 1:0                    | 1:0                    | Waterford United              | 0:2                      | –                        | –                        | –                        | 1:2                      | 1:2                           |                          | 1:1                      | –                        | –                        | –                        | 2:0                      |
| 0:1                    | 0:3                    | 2:1                    | 2:0                    | 0:0                    | 0:0                           | 0:0                    |                        | 1:1                    | 1:1                    | 0:0                    | 1:1                    | Shamrock Rovers               | 2:1                      | –                        | –                        | –                        | 1:0                      | 2:0                           | –                        |                          | –                        | 3:0                      | 0:1                      | –                        |
| 1:4                    | 0:2                    | 1:3                    | 1:1                    | 2:0                    | 0:1                           | 1:1                    | 1:0                    |                        | 2:1                    | 0:0                    | 2:0                    | Sligo Rovers                  | –                        | 2:5                      | –                        | 2:0                      | 3:3                      | –                             | 2:1                      | 2:3                      |                          | 2:2                      | –                        | –                        |
| 1:1                    | 0:2                    | 2:0                    | 0:1                    | 0:1                    | 3:0                           | 0:1                    | 1:1                    | 0:1                    |                        | 0:0                    | 1:0                    | Bohemians Dublin              | –                        | 0:2                      | –                        | 2:3                      | –                        | –                             | 0:1                      | –                        | –                        |                          | 1:2                      | 2:1                      |
| 1:4                    | 0:1                    | 0:1                    | 0:0                    | 0:1                    | 0:0                           | 0:1                    | 3:4                    | 1:1                    | 0:1                    |                        | 0:0                    | Bray Wanderers                | –                        | 1:3                      | 1:0                      | –                        | –                        | –                             | 6:0                      | –                        | 1:2                      | –                        |                          | 1:0                      |
| 2:0                    | 1:1                    | 1:2                    | 0:0                    | 0:1                    | 0:2                           | 2:0                    | 1:1                    | 0:2                    | 0:1                    | 0:1                    |                        | Dundalk FC                    | –                        | –                        | 1:2                      | –                        | 2:2                      | 2:0                           | –                        | 1:1                      | 3:2                      | –                        | –                        |                          |

## Relegation
Die zehntplatzierten Bohemians Dublin gewannen die Relegation gegen den Dritten der First Division, die Cobh Ramblers, und verblieben in der ersten Spielklasse.
|               | Gesamt |                  | Hinspiel | Rückspiel |
| ------------- | ------ | ---------------- | -------- | --------- |
| Cobh Ramblers | 0:7    | Bohemians Dublin | 0:5      | 0:2       |